# Oliero
Oliero è una frazione del comune di Valbrenta in provincia di Vicenza, posizionata a circa metà del Canale di Brenta.
Si suddivide nelle due borgate di Oliero di Sopra e Oliero di Sotto, rispettivamente a nord e a sud del fiume omonimo. È nota in quanto vi si trova l'importante complesso cavernicolo delle grotte di Oliero.

## Storia
Oliero è citata per la prima volta nel 1221 nell'atto di fondazione della chiesa di Santo Spirito come Pratum Lethri, ma il toponimo è di difficile interpretazione.
Assieme a Valstagna e Campolongo, fece parte della federazione dei Sette Comuni quale "contrada unita".

## Monumenti e luoghi d'interesse

### Chiesa parrocchiale
Intitolata al Santo Spirito, fu costruita, assieme a una casa monastica benedettina, precedentemente al 1221 da Ezzelino II da Romano, il quale fu soprannominato "il Monaco" perché, in quell'anno, si ritirò nel piccolo convento. Il feudatario scelse una località strategica, in prossimità di un guado sul Brenta e ben sorvegliata dai vari punti di avvistamento dei dintorni. Dal punto di vista ecclesiastico, il cenacolo dipendeva dal monastero di Campese, a sua volta affiliato all'abbazia di Polirone.
Dopo la morte di Ezzelino il Monaco la comunità monastica venne meno, ma la chiesa rimase un centro religioso di rilievo, cui erano affiliate anche le cappelle di Valstagna e Campolongo. Continuò a dipendere da Campese sino al 1783 allorché, soppresso il monastero, divenne una parrocchiale della diocesi di Padova.
Il complesso ha subito nei secoli numerosi interventi, in particolare nel 1786 quando venne sostanzialmente ricostruito (si possono tuttavia ancora riconoscere alcune parti della fabbrica originale). Il campanile è del 1921 e sostituì il precedente distrutto durante la grande guerra.
All'interno si conservano pregevoli opere d'arte: si citano la pala di Francesco Bassano il Vecchio presso l'altare maggiore, un tabernacolo a muro trecentesco (se non coevo alla costruzione della chiesa) e un crocifisso ligneo quattrocentesco.

### Villa Scolari, Cavalli, Lazzarotto, Olivieri Saussi
Localizzata in prossimità della chiesa, è un edificio signorile a pianta rettangolare costituito da tre piani più seminterrato.
Il fronte principale è rivolto a nord e presenta al centro del piano nobile una trifora con aperture centinate e, al di sotto, in portale d'accesso ad arco ribassato. I partiti laterali si caratterizzano per due assi di finestre rettangolari con davanzale in pietra.
Per quanto riguarda gli interni, al piano terra si trova una bassa sala centrale con soffitto a travature. Due colonne ioniche sul lato sud introducono a una scala a doppia rampa, racchiusa in un volume sporgente. Nella sala centrale del primo piano sono riportate alcune iscrizioni in latino che narrano le vicende della famiglia Scolari, ricordando che l'edificio fu restaurato nel 1696 da Orazio Scolari.
Davanti all'edificio si innalza una colonna, ciò che resta di una delle due esedre che delimitavano una piazzola.

### Tomba dei Bora
È una modesta collinetta, in parte artificiale, che si innalza tra l'inizio del viale d'accesso alla chiesa e la costa della montagna.
Secondo la tradizione, nascondeva un sistema di gallerie che conducevano alla domus monastica di Ezzelino il Monaco, identificata nella vicina villa Scolari. Non si hanno riscontri certi per confermare quanto detto, ma alcune ricerche hanno effettivamente rilevato la presenza di cunicoli nel sottosuolo della montagnola.
Quanto al nome, "Bora" dovrebbe essere il soprannome di una famiglia locale (da un termine dialettale indicante un tronco di legno tagliato corto).

### Ex cartiera Parolini
Si trova sulla riva sinistra del fiume Oliero. Oggi rappresenta l'accesso alle grotte di Oliero e la sede del museo delle Cartiere.
Le acque dell'Oliero erano sfruttate per azionare opifici sin dal Trecento. La cartiera fu fondata nel 1691 dai veneziani Cappello, convertendo un vecchio mulino da grano. Nel 1738 fu data in affitto ai celebri Remondini, ma appena trent'anni fu venduta a Francesco Parolini, padre dell'agronomo Alberto. Il 19 marzo 1878 fu devastata da un incendio che distrusse anche l'adiacente villa Parolini-Agostinelli, ma entrambe vennero presto ricostruite.
Nulla resta, invece, di un analogo stabilimento dei Tiepolo localizzato di fronte, sulla riva destra. Affittato anch'esso ai Remondini e a questi venduto nel 1766, nel 1861 pervenne ai padovani Randi.